# 유세례
유세례(본명: 유희정, 1984년 3월 16일 ~ )는 대한민국의 배우이다.

## 학력
- 서울예술대학 연극과

## 연기 활동

### 드라마
- 2006년 MBC 월화드라마 《주몽》
- 2008년 SBS 특별기획 《조강지처 클럽》 ... 홍보해 역
- 2009년 KBS2 주말연속극 《솔약국집 아들들》 ... 최간호사 역
- 2011년 SBS 수목드라마 《싸인》 ... 미영 역
- 2011년~2012년 KBS2 주말연속극 《오작교 형제들》 ... 황태필을 좋아하는 여자 역
- 2011년 SBS 특별기획 《폼나게 살거야》 ... 은근희 역
- 2012년 KBS1 농촌드라마 《산 너머 남촌에는 2》 ... 김화영 역
- 2012년 MBC 주말드라마 《아들 녀석들》 ... 하선주 역
- 2013년 tvN 월화드라마 《나인: 아홉 번의 시간여행》 ... 성은주 2012 역
- 2015년 KBS2 TV소설 《그래도 푸르른 날에》 ... 고연정 역
- 2016년 tvN 월화드라마 《또! 오해영》 ... 찬주 역
- 2016년 SBS 주말드라마 《우리 갑순이》 ... 정만주 역
- 2019년 KBS2 수목드라마 《왜그래 풍상씨》 ... 정상의 선배의사 역
- 2019년 MBC 수목드라마 《신입사관 구해령》 ... 대비전 상궁 역
- 2024년 MBN 토일드라마 《세자가 사라졌다》 ... 중전 윤씨 역

### 영화
- 2003년 《첫사랑 사수 궐기대회》
- 2003년 《써클》 ... 초선 역
- 2006년 《흡혈형사 나도열》 ... 연희 친구 2 역
- 2006년 《팔월의 일요일들》 ... 헌책방 주인 역
- 2015년 《미쓰 와이프》 ... 주민 1 역